# Pedro Pedraza
Pedro Pedraza (Monterrey, Nuevo León; 30 de abril de 2000) es un futbolista mexicano que juega como mediocampista o pivote en el Club de Fútbol Pachuca de la Primera División de México.

## Inicios

### Mineros de Zacatecas
Formado en las básicas de los Mineros, debutaría el 4 de septiembre del 2019 en un partido de Copa MX ante los Xolos de Tijuana, correspondiente a la Jornada 4 de la fase de grupos.
Casi un año después, debuta en la Liga de Expansión MX en un partido de la Jornada 1 del Torneo Guard1anes 2020 frente a los Coyotes de Tlaxcala.

### Club de Fútbol Pachuca
Para el Clausura 2022 llega al equipo de los Tuzos del Pachuca siendo registrado en la sub-20. 
Para después debutar en primera división el 22 de mayo en la semifinal de vuelta frente al Club América entrando de cambio por Víctor Guzmán.

## Palmarés

### Títulos nacionales
| Título                     | Club          | Año  |
| -------------------------- | ------------- | ---- |
| Primera División de México | C. F. Pachuca | 2022 |

### Títulos internacionales
| Título                                      | Club          | Sede            | Año  |
| ------------------------------------------- | ------------- | --------------- | ---- |
| Copa de Campeones de la Concacaf            | C. F. Pachuca | Pachuca de Soto | 2024 |
| Copa Intercontinental Derby de las Américas | C. F. Pachuca | Doha,Qatar      | 2024 |
| Copa Intercontinental Challenger Cup        | C.F. Pachuca  | Doha, Qatar     | 2024 |